# 肯德尔效应
肯德尔效应（Kendall effect），在传真等通讯系统内纪录的复制品，出现寄生模式或其它内容失真，称为肯德尔效应。它是载波信号的变速器的不当调制引起的，以整流后基带信号出现而干扰载体底边带。肯德尔效应主要在单边带大于传真载体频率一半时出现。